# Epipleoneura ocuene
Epipleoneura ocuene – gatunek ważki z rodziny łątkowatych (Coenagrionidae). Występuje w północnej części Ameryki Południowej; na razie znany jedynie z miejsca typowego, które znajduje się na skraju Parku Narodowego Serranía de la Neblina w stanie Amazonas w południowej Wenezueli.